# Диховична Наталія Олександрівна
Диховична Наталія Олександрівна — українська архітекторка-реставраторка, головний архітектор проектів інституту «УкрНДІпроектреставрація».
За реставрацію Одеського національного академічного театру опери та балету нагороджена Орденом княгині Ольги ІІІ ступеня.

## Життєпис та діяльність
Народилась 19 листопада 1952 р. (у місті Києві) у сім'ї інженера-конструктора Диховичного Олекандра Олександровича.
Після закінчення київської спеціалізованої школа № 57 у 1971 році вступила до Київського державного художнього інституту (сучасна Національна академія образотворчого мистецтва і архітектури) на архітектурний факультет.
У 1977 закінчила інститут та почиала працювати у реставраційних майстернях (УСНРПУ), в науково-дослідницькому реставраційному відділі № 8 під керівництвом Валентини Шевченко (тепер — інститут «УкрНДІпроектреставрація»).
Почином була участь у розробці проєкту реставрації та пристосування Гостинного двору на Подолі.
Наступний етап — робота з відомою архітекторкою-реставраторкою Іриною Іваненко в науково-дослідницькому реставраційному відділі № 5 і наступні проекти: Маріїнський палац, урядові будинки на Липській, 14, Липській, 4, Липській, 2, Шовковичній, 17, Молчанський монастир та церква Миколи Козацького у Путивлі, низка проєктів у місті Одеса: Одеський національний академічний театр опери та балету, Палац Воронцова, Лютеранська Кірха, Бібліотека ім. Горького, Художній музей та інші.
Таким чином Наталія Диховичка пройшла усі професійні етапи: архітекторка, старша архітекторка, провідна архітекторка, керівниця групи, головна архітекторка проєктів.
У 1989 році взяла декретну відпустку, далі протягом кількох років працювала у творчій архітектурній майстерні «Ю. Лосицький» та в архітектурно-проєктній майстерні «Реставратор».
У 1999 році повернулася до роботи в інституті «УкрНДІпроектреставрація».
У 2000-х роках у складі авторського колективу працювала над проєктом реставрації та пристосування фортеці у Білгород-Дністровському, театру І.Франка в Києві, як головна архітекторка проєктів — реставрації Оперного театру в Одесі, реставрації фасадів будинку по вулиці Шовковичній, 19, Маріїнського палацу у Києві.
Чоловік Жила Олексій Станіславович — архітектор. Діти, Дмитро та Катерина, також архітектори.